# Rosenburg (Bonn)

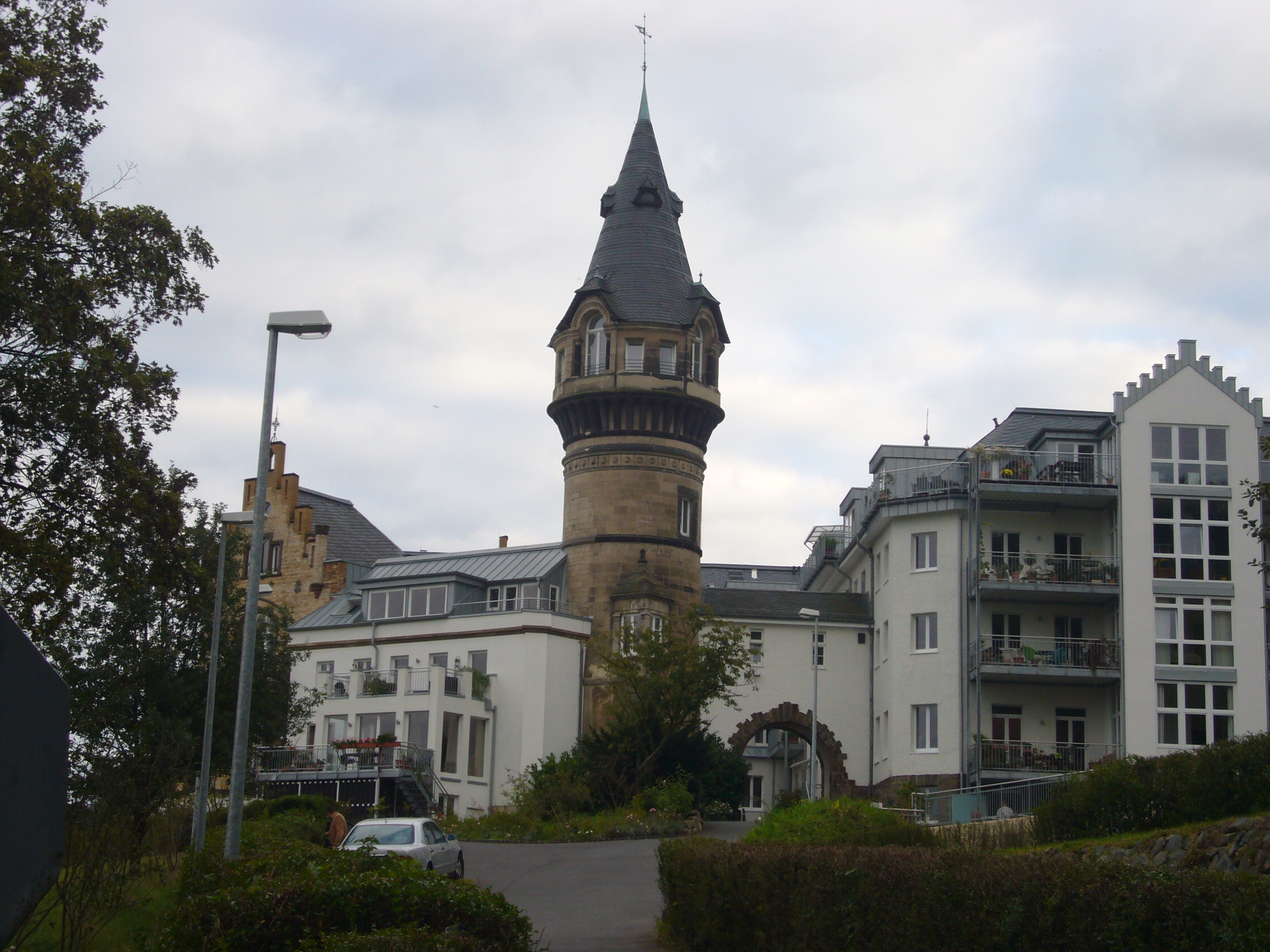
Rosenburg (2011)

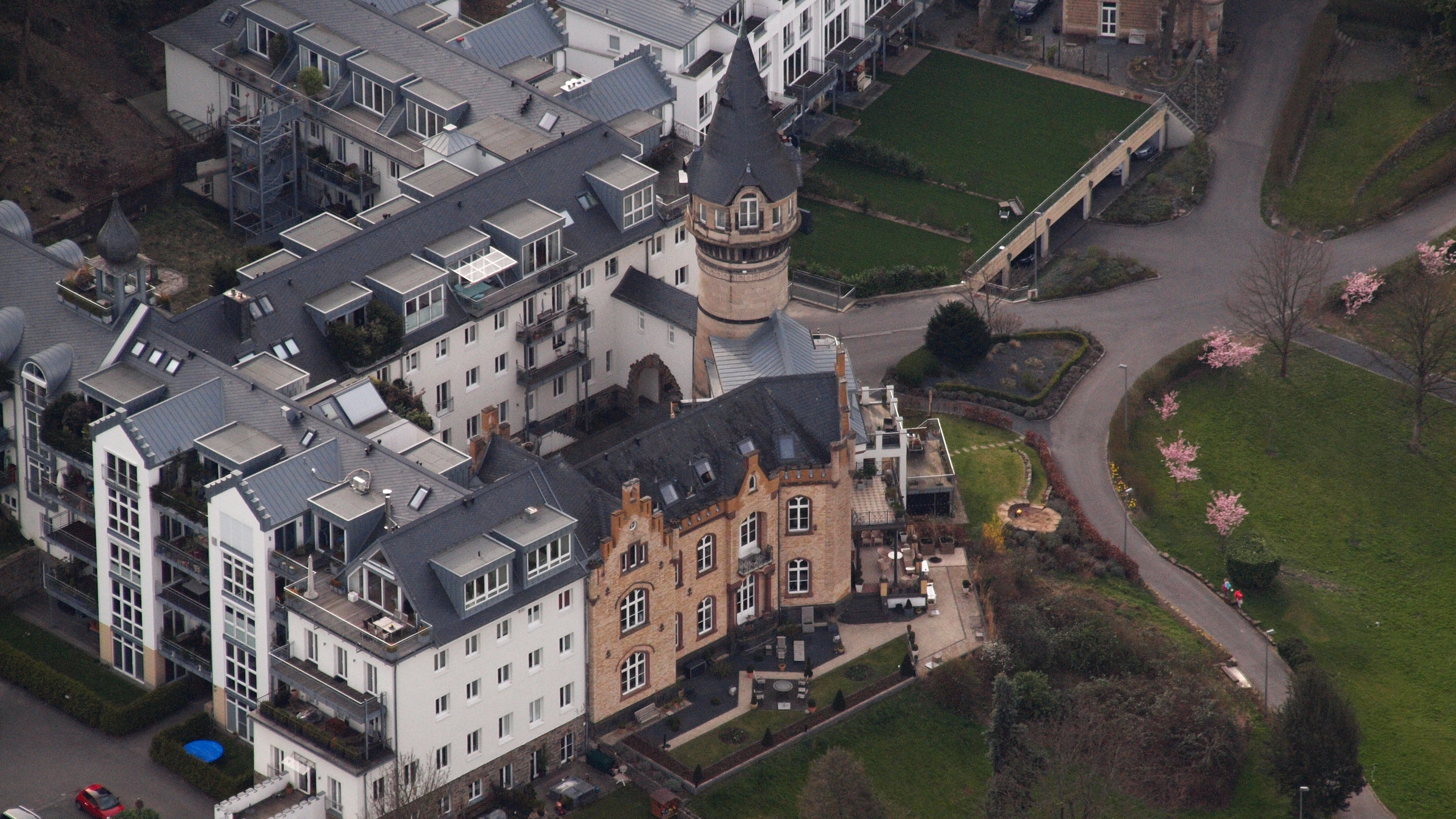
Luftaufnahme (2015)

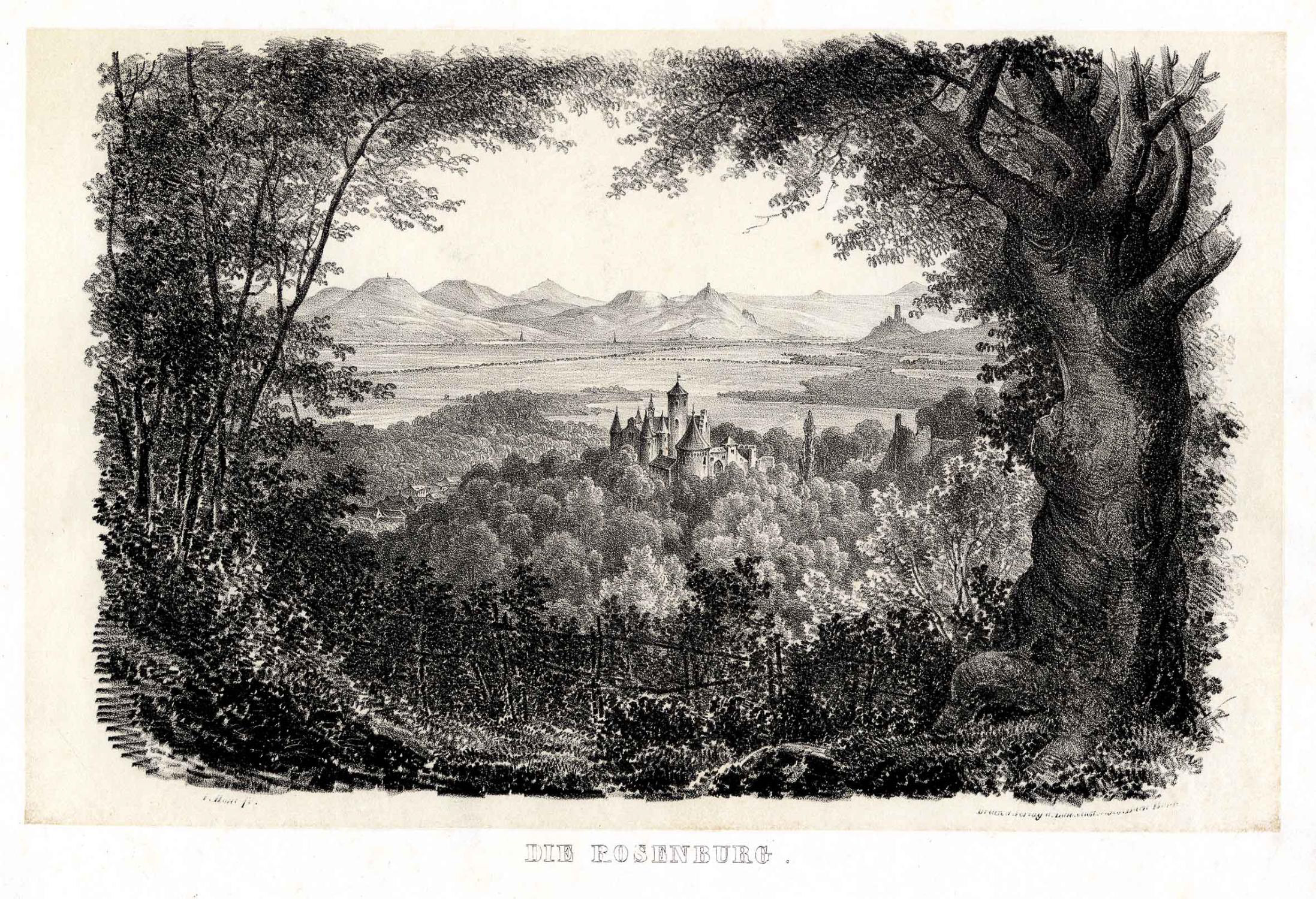
Historische Ansicht (1860)

Die Rosenburg ist eine burgartige Villa im Bonner Ortsteil Kessenich, die 1831 errichtet wurde. Sie war von 1950 bis 1973 Sitz des Bundesjustizministeriums. Die Rosenburg steht als Baudenkmal unter Denkmalschutz.

## Geschichte
Im Jahre 1831 ließ sich Georg August Goldfuß, ein Paläontologe und Zoologe an der Rheinischen Friedrich-Wilhelms-Universität, das Anwesen als Landsitz nach einem Entwurf des Architekten Carl Alexander Heideloff im neuromanischen Stil errichten.
1862 erwarb der Düsseldorfer Seidenfabrikant Gustav Schlieper die Rosenburg einschließlich des sie umgebenden sechs Hektar großen Waldbestandes für 8.000 Taler. Im Mai 1918 wurde die Rosenburg von der Erbengemeinschaft Schlieper an August Doerner, den Leiter des Apostolats der Priester- und Ordensberufe verkauft, der dort eine Priesterausbildungsstätte einrichtete. 1939 zog die deutsche Luftwaffe in die Burg, die nach verschiedentlichen Erweiterungen nunmehr aus drei Gebäudeflügeln bestand,:202 und hielt dort Offizierslehrgänge ab. Während des Zweiten Weltkriegs war die Rosenburg Urlaubsunterkunft für Zivilangestellte der Luftwaffe. Gegen Ende des Zweiten Weltkrieges bezog die medizinische Klinik der Universität Bonn die Rosenburg 1944 als vorübergehendes Quartier, bevor ab 1946 der Umzug auf den Venusberg begann.
Nachdem Bonn 1949 zum vorläufigen Regierungssitz der Bundesrepublik Deutschland bestimmt worden war, wurde die Rosenburg im Januar 1950 dem bisher in provisorischen Quartieren – hauptsächlich an der Rheindorfer Straße in Bonn-Nord – untergebrachten Bundesministerium der Justiz als Sitz angeboten. Nach Entfernung der bisher noch dort untergebrachten medizinischen Einrichtungen wurde das Schloss am 1. April 1950 dem Bundesministerium übergeben, im Juni 1950 konnten alle Abteilungen den neuen Sitz beziehen. Der erforderliche Umbau des Anwesens nahm Kosten in Höhe von 300.000 D-Mark in Anspruch.:202 1970 erwarb der Bund die Rosenburg. Nach dem Umzug des Bundesjustizministeriums in die neuerrichteten Kreuzbauten wurde 1973 das Streitkräfteamt der Bundeswehr neuer Nutzer der Liegenschaft. Die Bundesakademie für Sicherheitspolitik hatte von der Gründung 1992 bis zu ihrem Umzug nach Berlin im März 2004 ihren Sitz in der Rosenburg, die von Beginn an nur als provisorische Unterkunft gewählt worden war. Anfang 2006 verließen die letzten Mitarbeiter der Bundeswehr das Gebäude, das daraufhin von der Bundesanstalt für Immobilienaufgaben zum Verkauf freigegeben wurde. Weil der Bund die Liegenschaft Rosenburg seit dem Beschluss zur Verlegung des Regierungssitzes nach Berlin von 1991 veräußern wollte, wurden dringend nötige Instandhaltungsmaßnahmen zurückgestellt.
Ein Kaufinteressent war mit der Behörde in Verbindung getreten und hatte bei der Stadt eine Bauvoranfrage eingereicht, die den Abriss von Nebengebäuden der Burg und den Neubau von zwei- bis viergeschossigen Wohngebäuden sowie eine Umnutzung der unter Denkmalschutz stehenden Hauptgebäude für Eigentumswohnungen vorsah. Die Stadtverwaltung lehnte die Anfrage zunächst ab, wollte aber mit dem Investor nach Lösungen suchen und stand einer Nutzungsänderung inzwischen positiv gegenüber. Am 15. Juli 2008 wurde die Rosenburg dem neuen Besitzer, der Rosenburg GbR, übergeben. Der beabsichtigte Umbau wurde 2010 weitgehend abgeschlossen. Seitdem wird die Rosenburg ausschließlich als Wohnanlage genutzt.